# Handelsgesetzbuch der Litauischen Republik
Das Handelsgesetzbuch der Litauischen Republik (litauisch Lietuvos Respublikos komercinis kodeksas) war ein offizieller Entwurf für eine umfassende litauische Handelsrechtskodifikation und damit Hauptrechtsquelle des Handelsrechts in Litauen. Es trat nicht in Kraft.

## Geschichte
Das Parlamentspräsidium (des damaligen Obersten Rats der Litauischen Republik) bildete eine Arbeitsgruppe von Juristen und Wirtschaftswissenschaftlern zur Erarbeitung des Handelsgesetzbuchs. Bis März 1992 sollte der Entwurf der Kommission des Obersten Rats für das Rechtssystem vorgelegt werden. Die seinerzeitigen Kosten von etwa 60 000 Rubel wurden vom Staatshaushalt finanziert. Das Projekt wurde jedoch nicht angenommen, da man sich entschloss, das litauische Zivil- und Handelsrecht in einem gemeinsamen Gesetzbuch zu vereinigen. 2000 wurde dieses als Lietuvos Respublikos civilinis kodeksas angenommen.

## Arbeitsgruppe
Das neue Gesetzbuch wurde von Privatrechtswissenschaftlern der Rechtswissenschaftlichen und Wirtschaftswissenschaftlichen Fakultäten der Universität Vilnius vorbereitet:
- Vladas Staskonis (Leiter), Rechtswissenschaftliche Fakultät
- Vytautas Mackevičius, Dozent der Wirtschaftswissenschaftlichen Fakultät
- Valentinas Mikelėnas (* 1958), Prodekan der Rechtswissenschaftlichen Fakultät, Leiter des Lehrstuhls für Zivilrecht
- Arvydas Pajuodis, Dozent der Wirtschaftswissenschaftlichen Fakultät
- Viktoras Tiažkijus (* 1957), Rechtswissenschaftliche Fakultät
- Stasys Vėlyvis (1938–2023), Regierungsjurist
- Alfonsas Vileita (* 1930), Dozent des Lehrstuhls für Zivilrecht der Rechtswissenschaftlichen Fakultät[1].